# Korthalsella latissima
Korthalsella latissima är en sandelträdsväxtart som först beskrevs av Van Tiegh., och fick sitt nu gällande namn av Danser. Korthalsella latissima ingår i släktet Korthalsella och familjen sandelträdsväxter. Inga underarter finns listade i Catalogue of Life.